# Dilacreon idomenea
Dilacreon idomenea är en insektsart som beskrevs av Ronald Gordon Fennah 1980. Dilacreon idomenea ingår i släktet Dilacreon och familjen kilstritar. Inga underarter finns listade i Catalogue of Life.